# Chociwel (gmina)
Chociwel est une gmina mixte du powiat de Stargard, Poméranie occidentale, dans le nord-ouest de la Pologne. Son siège est la ville de Chociwel, qui se situe environ 26 km au nord-est de Stargard Szczeciński et 51 km à l'est de la capitale régionale Szczecin.
La gmina couvre une superficie de 160,57 km2 pour une population de 5 903 habitants en 2016.

## Géographie
Outre la ville de Chociwel, la gmina inclut les villages de Bobrowniki, Bród, Chociwel Wieś, Długie, Kamienny Most, Kamionka, Kania, Kania Mała, Karkowo, Lisowo, Lublino, Mokrzyca, Oświno, Pieczonka, Płątkowo, Radomyśl, Sątyrz Drugi, Sątyrz Pierwszy, Spławie, Starzyce, Wieleń Pomorski et Zabrodzie.
La gmina borde les gminy de Dobra, Dobrzany, Ińsko, Marianowo, Maszewo, Stara Dąbrowa et Węgorzyno.